# Зинченко, Владимир Иванович
Влади́мир Ива́нович Зи́нченко (укр. Володимир Іванович Зінченко; род. 28 мая 1959, Запорожье) — советский и украинский легкоатлет, специалист по метанию диска. Выступал за сборные СССР, СНГ и Украины по лёгкой атлетике в 1980-х и 1990-х годах, многократный победитель и призёр первенств национального значения, действующий рекордсмен Украины, участник летних Олимпийских игр в Барселоне. Также известен как тренер по лёгкой атлетике в Португалии.

## Биография
Владимир Зинченко родился 28 мая 1959 года в городе Запорожье Украинской ССР.
Впервые заявил о себе на всесоюзном уровне в сезоне 1980 года, когда в зачёте метания диска выиграл серебряную медаль на чемпионате СССР в Донецке.
В 1986 году победил на зимнем чемпионате СССР по метаниям в Адлере.
В 1987 году одержал победу на чемпионате СССР в Брянске, занял пятое место на чемпионате мира в Риме.
В июле 1988 года на Кубке СССР в Днепропетровске установил свой личный рекорд в метании диска — 68,88 метра, который до настоящего времени остаётся национальным рекордом Украины. Также в этом сезоне получил серебро на зимнем чемпионате СССР по длинным метаниям в Адлере и на летнем чемпионате СССР в Таллине.
В 1991 году был лучшим на зимнем чемпионате СССР по метаниям в Адлере.
В 1992 году превзошёл всех соперников на чемпионате Украины в Киеве и на чемпионате СНГ в Москве — тем самым вошёл в состав Объединённой команды, собранной из спортсменов бывших советских республик для участия в Олимпийских играх в Барселоне. В программе метания диска показал результат 56,94 метра и в финал не вышел.
После распада Советского Союза Зинченко остался действующим спортсменом и продолжил принимать участие в крупнейших международных стартах в составе украинской национальной сборной. Так, в 1993 году он вновь стал чемпионом Украины, был третьим на Кубке Европы в Риме, удостоился права представлять страну на чемпионате мира в Штутгарте, где занял итоговое пятое место.
В 1994 году в третий раз подряд одержал победу на чемпионате Украины, показал третий результат на Кубке Европы в Бирмингеме и шестой результат на чемпионате Европы в Хельсинки.
В 1995 году победил на Всемирных военных играх в Риме, метал диск на чемпионате мира в Гётеборге.
Впоследствии постоянно проживал в Португалии, занимался тренерской деятельностью, в частности работал с такими известными толкателями ядра как Цанко Арнаудов, Франсишку Белу, Марку Фортеш, Иван Иванов и др. В 2017 году получил португальское гражданство.
Был женат на толкательнице ядра Валентине Федюшиной.